# Cabo Almi
 (mai 2021).
José Almi Pereira Moura (Jardim Olinda, 17 décembre 1962 - Campo Grande, 24 mai 2021) connu sous le nom de Cabo Almi est un militaire et homme politique brésilien. Il est député de l'État du Mato Grosso do Sul pour le Parti des travailleurs (PT).

## Décès
Il est décédé à Campo Grande, capitale de l'état du Mato Grosso do Sul, le 24 mai 2021, à 58 ans, des complications du COVID-19. Le gouverneur de l'État, Reinaldo Azambuja (PSDB), a décrété trois jours de deuil à l'occasion de son décès.

## Sources
- (pt) Cet article est partiellement ou en totalité issu de l’article de Wikipédia en portugais intitulé « Cabo Almi » (voir la liste des auteurs).